# Zdeněk Kos
Zdeněk Kos, né le 23 juin 1951 à Prague, en Tchécoslovaquie, est un ancien joueur tchécoslovaque de basket-ball. Il évolue durant sa carrière au poste de pivot. 

## Palmarès
- 3e du championnat d'Europe 1977 et 1981